# Kendrick Perkins
Kendrick Le'Dale Perkins (Nederland, Texas, 10 de novembro de 1984) é um comentarista e ex-jogador de basquete norte-americano. Perkins jogou a maior parte de sua carreira por Celtics e Thunder. Se aposentou após uma rápida passagem pelo Cleveland Cavaliers em 2018, aos 33 anos.

## Carreira

### Memphis Grizzlies
Kendrick Perkins nasceu em Nederland, no Texas, em 10 de novembro de 1984. Perkins começou a jogar basquete pela equipe americana do Memphis Grizzlies. Perkins depois de muito sucesso em 2003 em Memphis, foi contratado pelo Boston Celtics de Massachussets ao qual jogou até o começo de 2011.

### Boston Celtics
Pelo Clube do estado de Massachussets foi campeão do torneio nacional de basquetebol conhecido pelo mundo como a NBA, Perkins formou parte da equipe titular dos Boston Celtics e era escalado entre o quinteto inicial ao lado de Kevin Garnett, Paul Pierce, Ray Allen e Rajon Rondo, e que venceu o título da NBA em 2007/2008 contra o time da grande estrela do basquete americano Kobe Bryant e do técnico Phil Jackson os Los Angeles Lakers por um resultado final de 4-2.

## Vida Pessoal
Kendrick Perkins, atualmente tem 2,09 e 127 quilos, recebe anualmente um salario de 4 milhões de dólares anuais, Perkins também tem um filho chamado Kendrick Perkins II nascido no dia 7 de setembro de 2007.
Em 25 de julho de 2009, Perkins casou-se com sua namorada de longa data, Vanity Alpough.